# Korzak różnokształtny

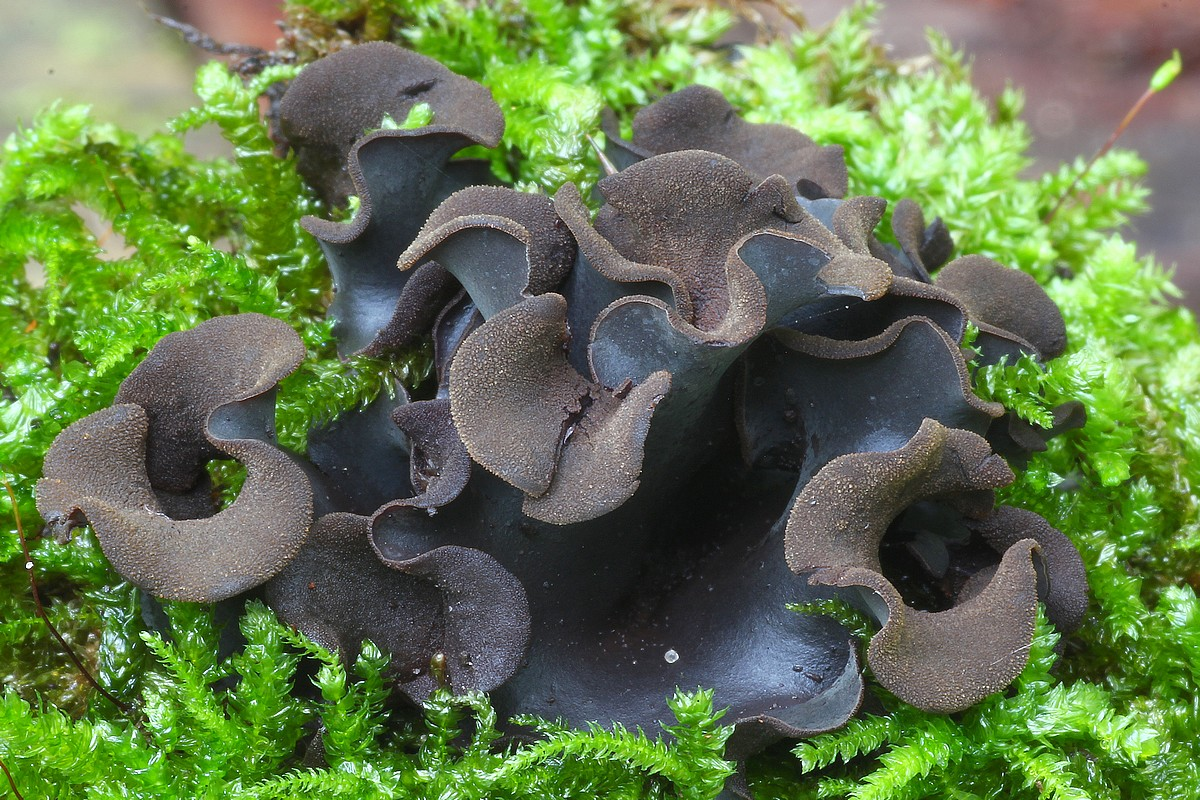

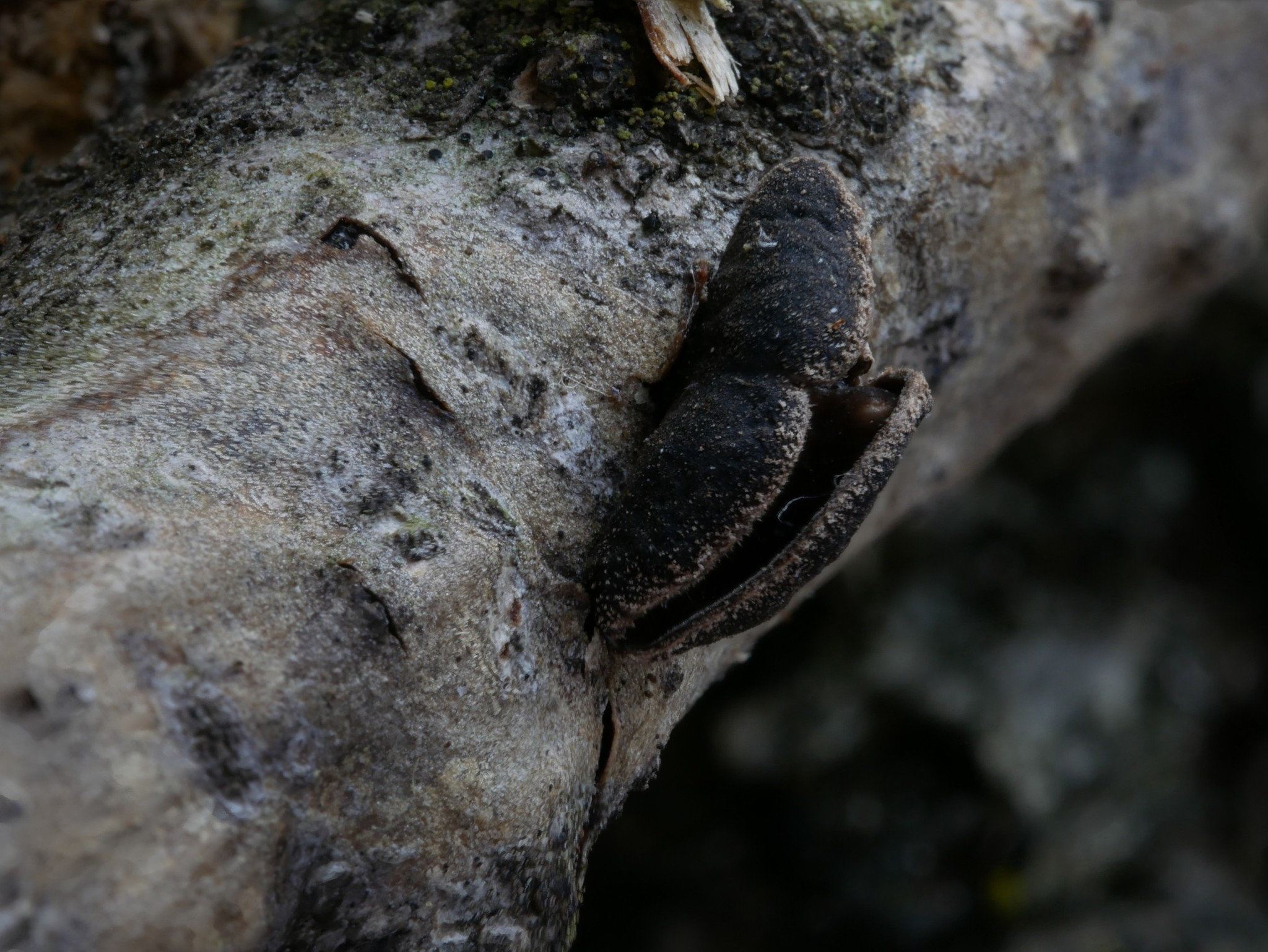

Korzak różnokształtny (Diplocarpa irregularis (Schwein.) Baral & Pärtel) – gatunek grzybów należący do rodziny Cordieritidaceae.

## Systematyka i nazewnictwo
Pozycja w klasyfikacji według Index Fungorum: Diplocarpa, Cordieritidaceae, Helotiales, Leotiomycetidae, Leotiomycetes, Pezizomycotina, Ascomycota, Fungi.
Po raz pierwszy opisał go w 1832 r. Lewis David von Schweinitz, nadając mu nazwę Peziza irregularis. Obecną nazwę nadali mu Hans-Otto Baral i Kadri Pärtel w 2002 r.
Synonimy:
- Cordierites irregularis (Schwein.) Sacc. 1883
- Ionomidotis irregularis (Schwein.) E.J. Durand 1923
- Midotis irregularis (Schwein.) Cooke ex Sacc. 1895
- Peziza irregularis Schwein. 1832[2].

Polską nazwę zarekomendowała Komisja ds. Polskiego Nazewnictwa Grzybów w 2021 r. dla synonimu Ionomidotis irregularis. Jest niespójna z aktualną nazwą naukową.

## Morfologia
Owocniki
Typu apotecjum o twardej, galaretowatej konsystencji, początkowo krążkowate, wkrótce w kształcie ucha lub nieregularnie klapowane i wachlarzowate z krótkim trzonem, z którego często wyrasta pojedyncze apotecjum, ale częściej 2–5 apotecjów, maksymalnie do 10, o średnicy 15–30 mm. Górna, pokryta hymenium powierzchnia jest gładka, początkowo ciemnopurpurowo czarna, później czarniawa. Powierzchnia dolna czarniawa, pokryta ciemnooliwkowo-brązowymi chropowatościami, łatwymi do usunięcia. Miąższ o grubości do 4 mm, skórzasto galaretowaty, w stanie świeżym ciemnopurpurowo czarny, po wyschnięciu czarniawy. Zapach i smak niewyraźny.
Cechy mikroskopowe
Worki ośmiozarodnikowe, ok. 70 × 7 μm, wąsko maczugowate, z nieamyloidalnymi wierzchołkami. Askospory 7–9 × 2,8–3,5 μm, wąsko eliptyczne, zwykle z dwoma dużymi i kilkoma małymi gutulami. Parafizy dwóch rodzajów:
- nitkowate o szerokości do 3 μm, zwykle z 2-4 septami, nieco rozszerzone ku górze (do 4 μm), z wyraźnym, lancetowatym, ostrym wierzchołkiem,
- wąsko cylindryczne, nieregularnie zakrzywione, czasem z krótkimi rozgałęzieniami i zaokrąglonym lub płaskim wierzchołkiem.

Zewnętrzna warstwa owocnika zbudowana z cienkościennych, komórek o kształcie od okrągławego do nieregularnego, o średnicy 10–25 μm, barwie brązowej do purpurowej. W świeżych owocnikach zawierają osadzony w cienkiej warstwie żelu pigment, który w 5% NH4OH ma płowobrązowy kolor. Strzępki trzonu septowane, o grubości do 6 μm, z purpurowo-brązową zawartością, osadzone w nieco żelowatej masie.

## Występowanie i siedlisko
Podano stanowiska Ionomidotis irregularis w Ameryce Północnej, Europie i Azji. W Polsce M.A. Chmiel w 2006 r. przytoczyła 2 stanowiska, w późniejszych latach podano kilka następnych.
Grzyb nadrzewny, saprotrof. Preferuje silnie spróchniałe pnie buka pospolitego Fagus sylvatica, ale w Europie Północnej, gdzie gatunek ten nie występuje, podano stanowiska korzaka różnokształtnego na spróchniałym drewnie kilku gatunków innych drzew liściastych: olsza szara (Alnus incana), brzoza (Betula sp.), grab pospolity (Carpinus betulus), wiąz górski (Ulmus glabra). Ze względu na silne preferencje do niezagospodarowanych starodrzewów, korzak różnokształtny jest gatunkiem wskaźnikowym i sztandarowym takich siedlisk w całej Europie.